# 中間骨尾魚
中間骨尾魚（學名：Gila intermedia）為輻鰭魚綱鯉形目雅羅魚科骨尾魚屬的其中一種，被IUCN列為瀕危保育類動物，分布於北美洲美國亞利桑納州、新墨西哥州吉拉河及墨西哥索諾拉州淡水流域，體長可達38公分，棲息在有遮蔽的溪流、沼澤及水塘，屬雜食性，以水生昆蟲、魚類及藻類為食，繁殖期在春末、夏季，因棲地破壞及外來物種入侵導致族群減少。

## 扩展阅读
維基物種上的相關：中間骨尾魚